# Life Is Music Entertainment
Life is Music Entertainment – marka założona w 2008 r. przez Martina Tigermaana, przedsiębiorcy i artysty znanego z takich projektów muzycznych jak Trials X, Modfunk czy Humaniztikz.
Agencja artystyczna specjalizująca się zarządzaniu artystycznym dokonaniami twórców muzycznych z potencjałem o globalnym zasięgu oraz znana z organizowania wydarzeń muzycznych, koncertów, wydarzeń kulturalnych czy promocji i publikacji muzyki cyfrowej na całym świecie.

## Historia

### Początki
Marka rozpoczynała działalność na Facebook promując się i dodając osoby oraz tagując różnych ludzi z branży muzycznej i miłośników muzyki z całego świata w różnych postach i banerach. Na początku posty docierały masowo do odbiorców, nie było płatnych reklam na portalu i łatwo było zyskać widoczność wielkości od kilku tysięcy do kilkudziesięciu tysięcy osób.

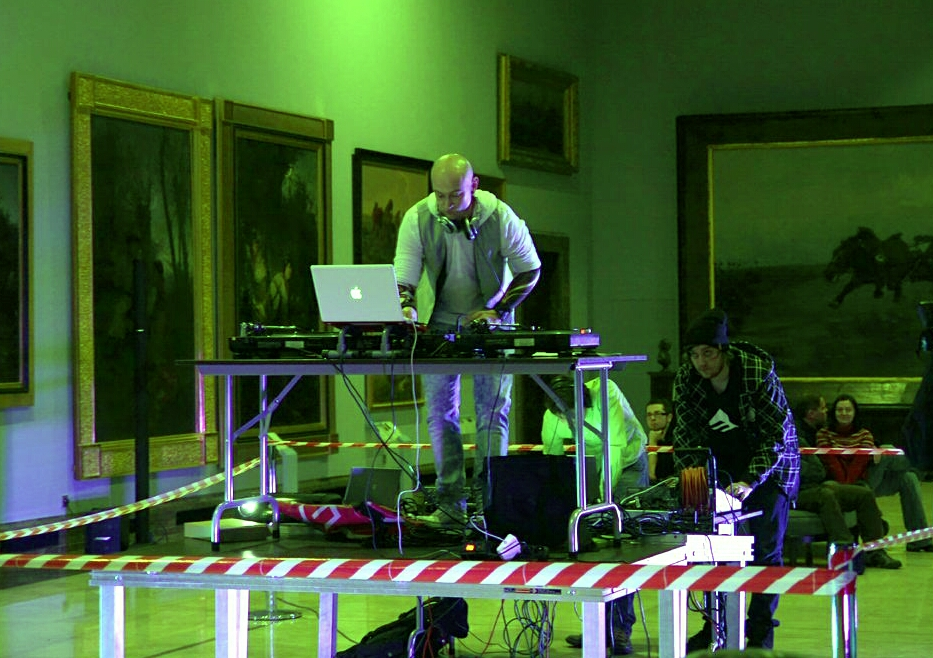
Tigermaan w Galerii Sztuki Polskiej XIX, Kraków 2010

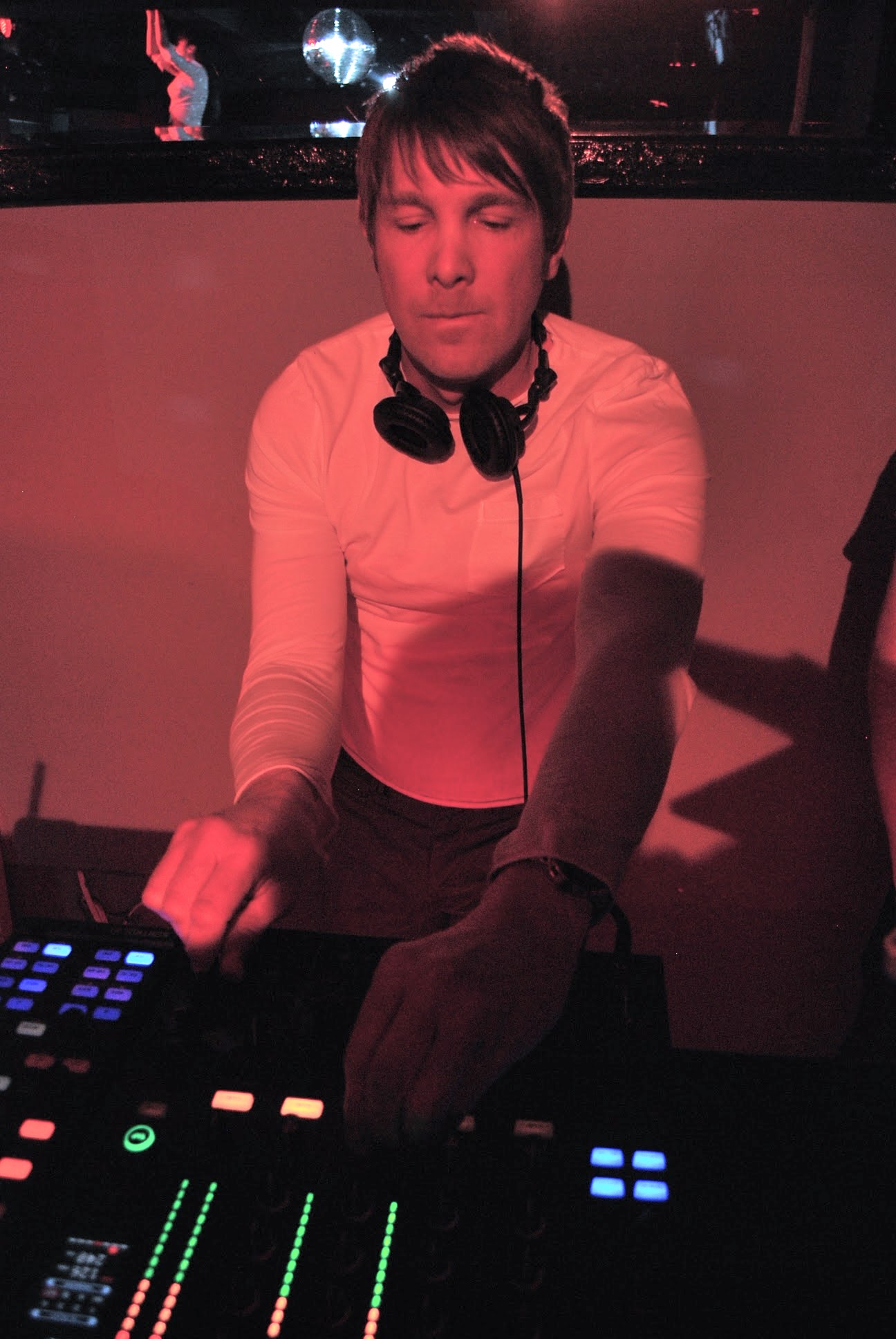
Michael Gray podczas imprezy w klubie Hunter's

Później promowano twórczość Modfunk i Tigermaana np. występ w Sukiennicach w Krakowie pt. „Wariacje na 4 ręce” z okazji 200 rocznicy Fryderyka Chopina. Tutaj współpraca była możliwa dzięki Centrum Projektów Artystycznych - CPArt. Organizowano zamknięte imprezy sylwestrowe, imprezy typu after party w apartamentach 100 m i domach powyżej 200 mkw w Krakowie i Warszawie gdzie także wspierała je produktowo marka Red Bull. Następnie w ramach działań kulturalnych sprowadzano do Polski znanych artystów sceny francuskiej produkujących muzykę taneczną. Głośne imprezy klubowe odbyły się przy udziale Instytutu Francuskiego z siedzibą w Krakowie i Warszawie. Wtedy sub-brandem marki była agencja Fast Muzik Booking stworzona stricte do wydarzeń klubowych. Dzięki wsparciu udało się zorganizować wydarzenia pod patronatem Planeta FM. Promowana była francuska gwiazda sceny EDM tj. Jérémie „Demon” Mondon znany z przeboju „You are my High” (nominacja do nagrody MTV Grammy) czy Benjamin Diamond  znany ze światowego hitu “Music Sounds Better With You” współtworzonego w projekcie Stardust przez Alan Braxe i Thomasa Bangaltera z duetu Daft Punk. L.I.M.E promowała też artystów z Niemiec i Anglii. Do Polski został zaproszony brytyjski twórca przeboju tanecznego „The Weekend” Michael Gray. W BBC Radio 1 utwór promował Pete Tong i zaraz potem wszedł do TOP 10 UK charts. Michael wystąpił w Warszawie w 2011 roku w klubie Hunter's, który mieścił się na ulicy Jasnej w Warszawie.

### Lata 2012-17

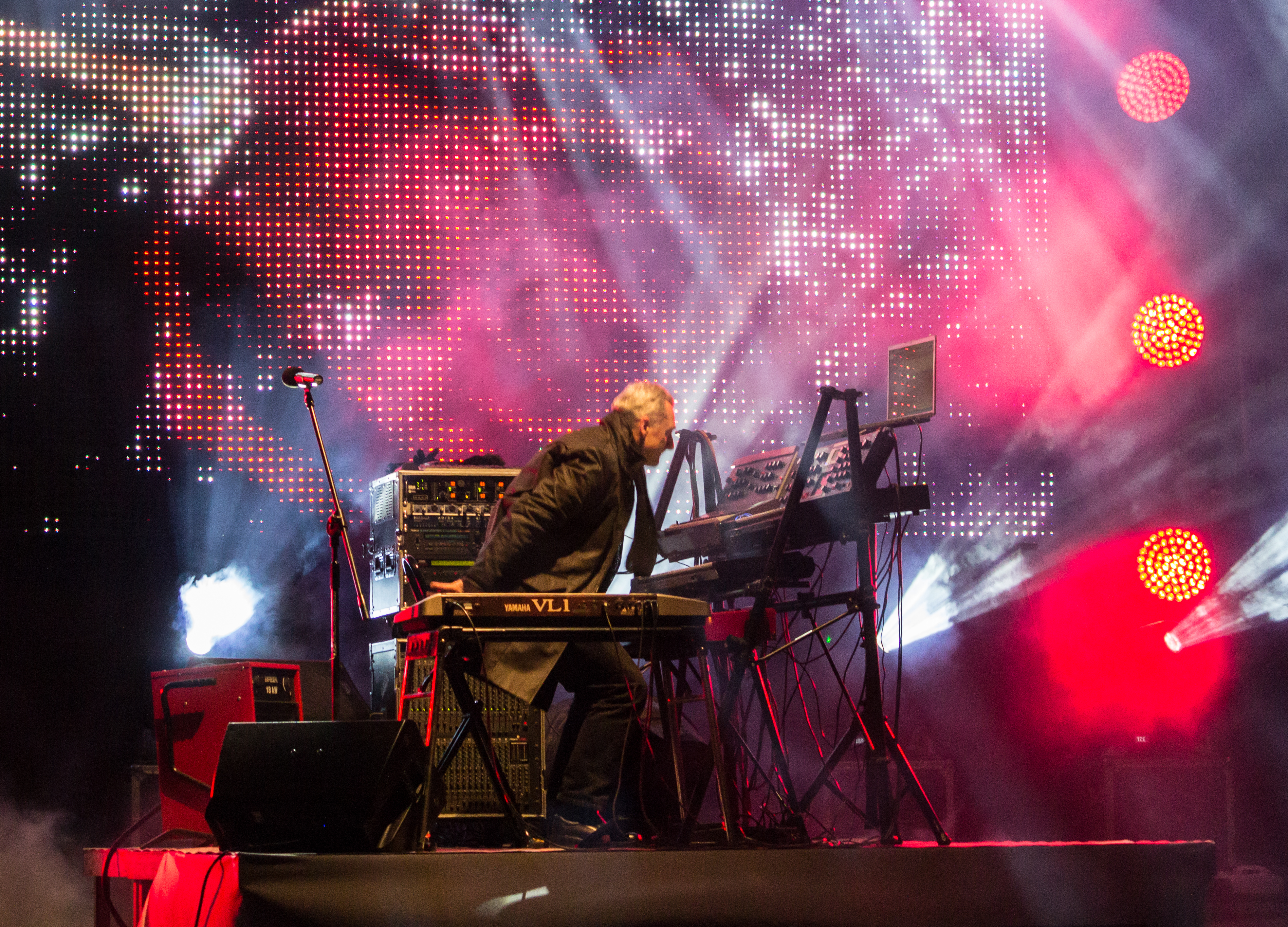
Multimedialny koncert, I Królewski Festiwal Światła, Wilanów 2013

W dalszym ciągu zainicjowana została współpraca z legendą polskiej muzyki elektronicznej Markiem Bilińskim, która zaczęła się oficjalnie od 2012 roku i trwała do 2017. Firma odpowiedzialna była za odświeżenie jego artystycznego wizerunku tj. za stworzenie profili na najważniejszych portalach społecznościowych, zebranie fanów, organizację koncertów, realizację konkursów – w tym najważniejszego, który zachęcał Polaków do remiksu najważniejszego przeboju twórcy tj. „Ucieczka z tropiku”. Konkurs rozpoczął się pod koniec 2011 roku i zapoczątkował późniejszą współpracę z muzykiem. Do konkurs zgłoszono ponad 60 wersji utworów z całej Polski. Inicjatywie patronowała także stacja radiowa Planeta FM w programie „Lifestyle” Magdy Bauer. Promocja konkursowa odbywała się w głównej mierze na portalach takich jak Facebook i SoundCloud gdzie wgrywano utwory dla Jury konkursowego. Wydarzenie było ogromnym sukcesem medialnym dzięki radiu i mediom społecznościowym. Akcję dodatkowo wspierały firmy sprzedające oprogramowanie muzyczne. Nagrodą były wydania na portalach muzycznych i właśnie oprogramowanie muzyczne takie jak Fruity Loops i inne. Przez czas kiedy trwała współpraca z artystą firma  wznawiała sukcesywnie wszystkie wydania płytowe na portalach cyfrowych, a także odpowiadała za wsparcie przy wydaniach płyt winylowych, CD i DVD. W 2016 roku wytwórnia przyczyniła się również do powstania remiksu do utworu Po Drugiej Stronie Świata - On The Other Side Of The World, który ukazał się na kompilacji w 18-lecie legendarnej brytyjskiej wytwórni Bedrock. Remiks pod nazwą e=mc2 stworzył austriacki artysta Philipp Straub. Wydanie możliwe było dzięki uczestnictwu w sopockim wydarzeniu SeaZone Music Conference. Tym samym firma przyczyniła się do popularyzacji polskiej muzyki na świecie, a przede wszystkim przywróciła zapomnianą postać na scenę muzyczną. Koncerty, które organizowano wspólnie odbywały się już przy użyciu najnowszych technik multimedialnych – muzyka, światło – VJ, dźwięk. W latach 2012–2014 firma wspierała też niszowy cykl muzyczny związany z muzyką deep techno pod nazwą Deep City. Był to kolektyw składający się z paru osób w tym m.in. zaproszony był do niego Tigermaan. Imprezy odbywały się w Krakowie i Warszawie. Firma wspierała tą inicjatywę i produkowała krótkie animacje filmowe- spoty przeznaczone dla kanału YouTube.

## Działalność Pro-Bono

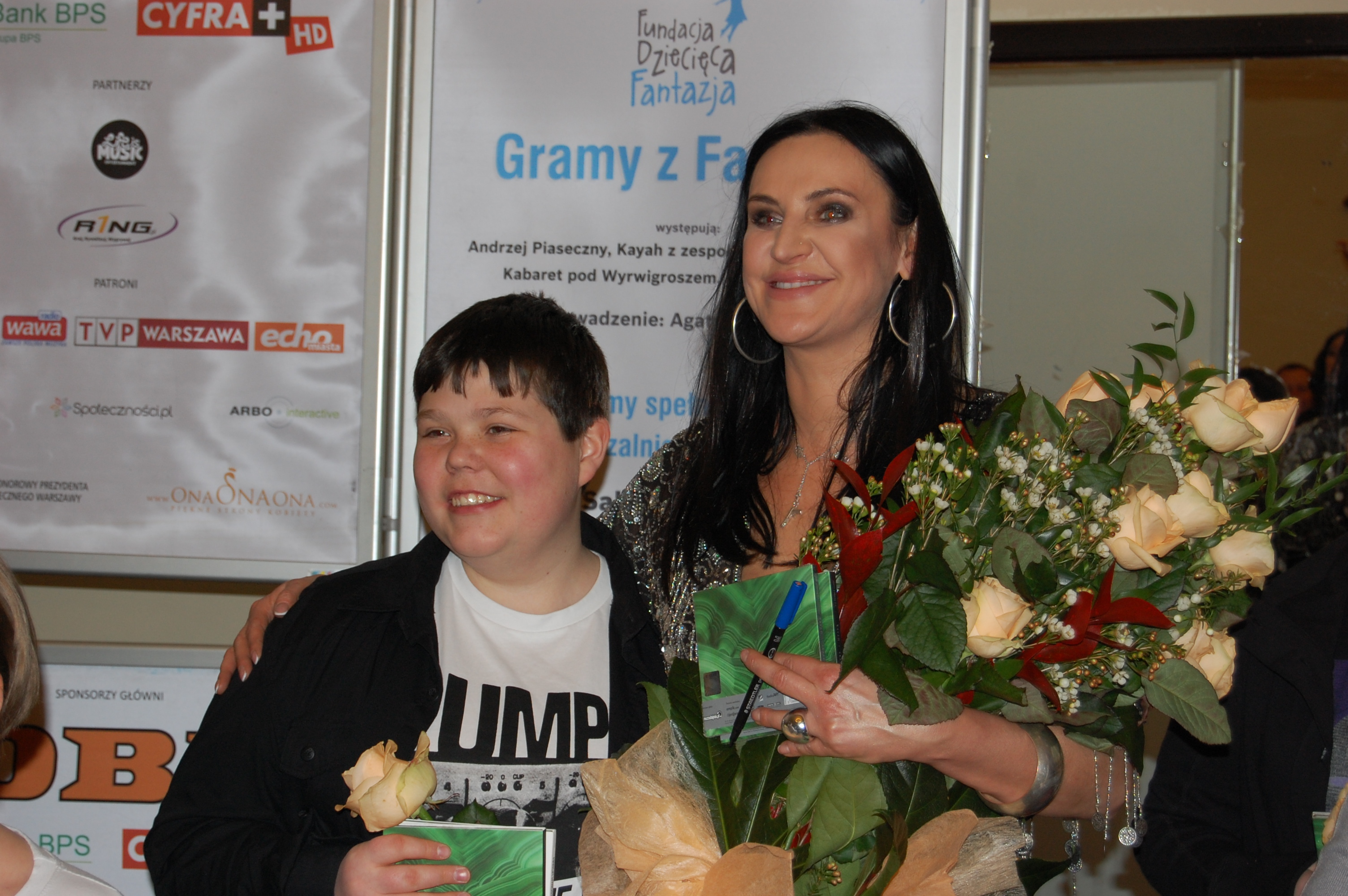
Kayah podczas gali charytatywnej Gramy z Fantazją, 2012 PKiN Warszawa

W 2012 roku firma była partnerem tj. zapewniała darmowe wsparcie medialne i organizacyjne dla Fundacji Dziecięca Fantazja. Koncert odbył się w Warszawie pod nazwą „Gramy z Fantazją”. Podczas gali udało się spełnić dziecięce marzenia dzieci - podopiecznych fundacji - chorych na nieuleczalne choroby oraz sprawić, aby najmłodsi mogli spotkać się ze swoimi idolami. Wydarzenie w całości miało miejsce w Pałacu Kultury i Nauki w Warszawie. Do imprezy zaproszono największych polskich artystów znanych na polskiej scenie muzycznej i teatralnej. Wystąpiły takie znane osobistości jak: Kayah, Andrzej Piaseczny i Marcin Wyrostek, Andrzej Grabowski, zaś konferansjerem była ambasador fundacji Agata Młynarska.

## Działalność wydawnicza

### Wydania płytowe i kompilacje
Dystrybucja cyfrowa.
- (2019) Trials X - Prawda Cel Przesłanie (1995 Edition)
- (2019) Claus Cube – Autonomous
- (2018) Soundwalker – Soundwalking
- (2018) Modfunk - Land Grab (Masterwork Deluxe)
- (2018) Modfunk - Emofunk (Deluxe Edition)
- (2018) Modfunk - Superfuzja (Remastered Deluxe)
- (2018) Modfunk – Out of Print
- (2018) Modfunk – The Best Of
- (2018) Various Artists – Romantica
- (2015) Lady Citizen – Black City Lights
- (2015) Sunspleen – Ombres Et Lumières Passés
- (2015) Various Artists – Establishment Vol. 2
- (2014) Marek Biliński – The Best Of The Best
- (2014) Piotr Grymek – Digital World
- (2012) Marek Biliński – Escape From The Tropics (Limited)
- (2012) Autor X - Dug Out of a Drawer
- (2011) Humaniztikz – Instrumental

### Mecenaty
Muzyczne albumy, kompilacje i remiksy wydane dzięki Life Is Music Entertainment.
- (2018) Soundwalker – Soundwalking (CD)
- (2016) Marek Biliński & Philipp Straub - E=MC2 (WAV, MP3)
- (2015) Marek Biliński – Life Is Music (CD i DVD)
- (2014) Marek Biliński – The Best Of The Best (CD, Vinyl)
- (2014) Marek Biliński - Ogród Króla Świtu / E≠mc² / Dziecko Słońca / The Best Of (4 x Cassette BOX)

### Patronaty
- (2023) K.A.S.A. - Czujeę się lepiey 2.0
- (2014) Trials X - Prawda-Cel-Przesłanie
- (2014) Wirus - Adrenalina feat. Abradab (prod. DJ 600V) (cut. DJ Feel-X)
- (2013) To Ty Jesteś Wizjoner - „Pono i Wizjonerzy” - projekt crowfundingowy
- (2012) Festiwal Film UW: Między hitem a kitem

### Dystrybucja wydawnictw
- Humaniztikz Records
- Bi. Ma. – Bilinski Production (2011-2017)
- Projection Label
- Modfunk Music

### Artyści
Wykonawcy, którzy współpracowali lub nadal współpracują z marką.
- Andrzej Piaseczny (PL)
- Ben Delay (DE)
- Benjamin Diamond - Stardust (FR)
- Claus Cube (PL)
- DJ 600V (PL)
- Demon - Jérémie Mondon (FR)
- Kayah (PL)
- Lady Citizen (JP)
- Michael Gray (UK)
- Marek Biliński (PL)
- Marcin Wyrostek (PL)
- Modfunk (PL)
- Piotr Grymek (PL)
- Sunspleen (FR)
- Soundwalker (PL)
- Tigermaan (PL)
- Trials X (PL)